# Tomba di Vix

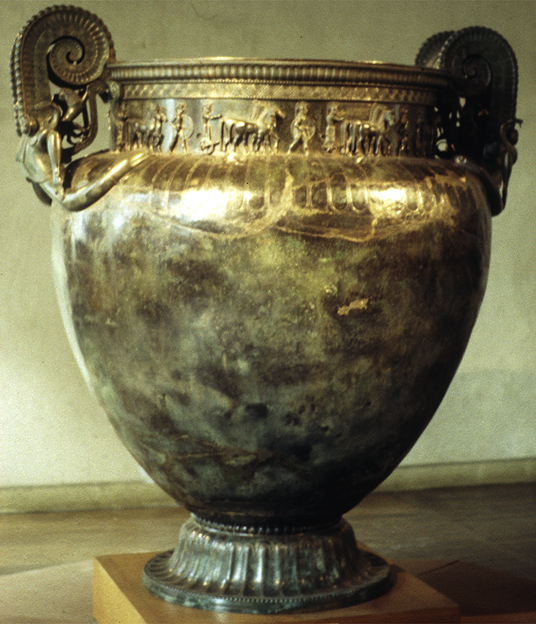
Il cratere di Vix

La tomba di Vix è il sepolcro di una principessa celta risalente alla fine del VI secolo a.C., scoperta nei pressi della località francese di Vix, in Borgogna, di grande importanza archeologica per l'esserci pervenuta intatta e per la qualità degli oggetti contenuti, tra cui il celebre cratere di Vix.

## Il sito e la sua scoperta
Nel gennaio del 1953 Maurice Moisson, capocantiere degli scavi condotti dalla società archeologica di Châtillon-sur-Seine, notò una leggera sopraelevazione del terreno e un'insolita concentrazione di pietre in un campo ai piedi dell'oppidum del Mont Lassois, nei pressi del villaggio di Vix, situato nella regione della Borgogna, dipartimento della Côte-d'Or.
Maurice Moisson segnalò la scoperta a René Joffroy, archeologo autodidatta, all'epoca presidente della locale società archeologica. Questi si occupò allora di dare inizio agli scavi e all'esumazione di tutti gli oggetti della tomba.

## Contesto
L'oppidum del monte Lassois era situato su un ampio sperone roccioso che domina a circa 100 m s.l.m. l'alta vallata della Senna, nei pressi di Châtillon-sur-Seine. La posizione era strategicamente importante, dominando la via che conduceva lo stagno della Cornovaglia verso il Mediterraneo. Gli scavi hanno dimostrato che l’oppidum fu abitato almeno fin dal neolitico e fu abbandonato in epoca gallo-romana in favore della non lontana città di Vertillum.
Nel VI e V secolo a.C. fu un centro della cultura di Hallstatt, dominato da un ceto principesco in cui sembrano aver avuto particolare importanza le figure femminili. La ricchezza determinata dal controllo della rotta commerciale dello stagno permise di dotare le tombe di un ricco corredo, segno di prestigio e di ricchezza, secondo la tradizionale tipologia celtica della sepoltura su carro. La tomba di Vix in particolare dimostra la rilevanza della figura femminile.
Non lontano, a Sainte-Colombe-sur-Seine, era stato rinvenuto nel XIX secolo un grande calderone in bronzo con protomi di grifone della stessa epoca, di origine etrusca, anch'esso appartenente a una sepoltura femminile su carro, ma il cui contesto non venne individuato con precisione. Nei pressi della tomba di Vix sono stati rinvenuti altri cinque tumuli funerari posteriori e un piccolo recinto funebre associato a statue antropomorfe del V secolo a.C.
Il cratere e gli altri oggetti rinvenuti nella tomba di Vix, insieme agli altri ritrovamenti del sito e agli oggetti provenienti dalla città gallo-romana di Vertillum, sono oggi custoditi nel Musée du Châtillonnais a Châtillon-sur-Seine.

## Arredo della tomba
Scavata nella terra, la cripta, di circa 4 metri di lato, era originariamente coperta da un tumulo di pietre e di terra, oggi completamente scomparso. Lo scavo minuzioso del contenuto della sepoltura, effettuato dal gennaio al febbraio 1953 permise la ricostituzione dei diversi elementi che costituivano l'arredamento della tomba.
Al suolo, tracce di pigmentazione blu e rossa testimoniavano la presenza di tinte o pitture decorative. Il corpo della principessa, morta all'età di circa 35 anni, era deposto allungato nella cassa di un carro da parata, con il timone e le quattro ruote smontate, decorato con appliques di bronzo. Era adorna da gioielli di fabbricazione locale: una collana con grandi grani di pietra e di ambra, anelli da caviglia in bronzo, braccialetto di lignite, fibule con grani di corallo. Al collo portava un torques (collana celtica) in oro (480 g): i due cavalli alati che decorano gli estremi della collana richiamano lo stile orientalizzante ma essa è stata confezionata da artigiani locali che si ispirarono allo stile greco orientale, con tecniche tratte dall'oreficeria iberica. Lo studio dell'origine dell'oro impiegato nella lavorazione conferma questa ipotesi.
Del suo corredo funebre facevano parte tre bacili etruschi in bronzo e attrezzature libatorie e simposiache, tra cui una patera (phiale) in argento con ombelico centrale dorato, conservata in una fodera vegetale, due coppe attiche e un oinochoe etrusco in bronzo. L'oggetto più recente, una coppa attica leggermente posteriore al 525 a.C., permette di datare la sepoltura a dopo tale data.
Il pezzo più importante è un gigantesco cratere in bronzo, il più grande finora pervenutoci, proveniente dalle officine della Magna Grecia e datato al 540-530 a.C., che misura in altezza 164 cm, con un peso di 208 kg e una capacità di 1.100 litri. La sua decorazione consta di figure applicate di bronzo, anse decorate con gorgoni e un fregio con cavalli e opliti a bassorilievo.
Più generalmente, la tomba appartiene all'insieme delle tombe celtiche (tomba di Hochdorf, Reinheim, Kleinaspergle, Waldalgesheim) dove i motivi decorativi e gli oggetti importati sono all'incirca identici – vasellame etrusco e greco, fibule e bracciali in oro celtico, gioielli e ambra proveniente dal Nord-Europa. Simili al cratere di Vix, fatte le debite proporzioni, sono il celebre calderone di Gundestrup, in argento, il cratere e il letto funebre in bronzo decorato con figure di guerrieri e con ruote con rappresentazioni di figurine nella tomba di Hochdorf.